# Prêmio Guarani de Melhor Filme
O Prêmio Guarani de Melhor Filme é a principal categoria do Prêmio Guarani do Cinema Brasileiro, oferecido pela Academia Guarani de Cinema. Esta categoria premia o melhor filme brasileiro lançado nos cinemas na última temporada de filmes. 
A premiação é independente e envolve centenas de críticos ligados a diversas associações de cinema do Brasil, entre elas, membros da Associação Brasileira de Críticos de Cinema (ABRACCINE), Associação de Críticos de Cinema do Rio Grande do Sul  (CCIRS), Associação dos Críticos de Cinema do Rio de Janeiro (ACCRJ), Associação dos Críticos de Cinema do Pará (ACCPA), Associação Cearense de Críticos de Cinema (Aceccine) e da Associação dos Críticos de Cinema do Rio Grande do Norte (ACCiRN).
Por vezes, a categoria é anunciada como Melhor Filme ou Filme do Ano, e até mesmo Melhor Filme do Ano. A comissão de indicação é composta por mais de quarenta profissionais da crítica cinematográfica, que convidam mais críticos para a fase de seleção dos ganhadores.

## Indicados e vencedores
O ano indicado refere-se ao ano em que ocorreu a cerimônia de premiação, na maioria das vezes relativo ao catálogo de filmes produzidos no ano anterior. Os vencedores aparecem no topo da lista e destacados em negrito, de acordo com o site Papo de Cinema:
Notas:
- † Indica um vencedor do Grande Otelo de Melhor Filme.

| Edição                                                  | Filme Premiado                            | Direção | Produtor(es/as) | Ref. |
| ------------------------------------------------------- | ----------------------------------------- | --- | --------------- | ---- |
| 1996                                                    |                                           | |                 |      |
| Terra Estrangeira                                       | Walter Salles e Daniela Thomas            | Flávio Tambellini e Antonio da Cunha Telles | [ 3 ]           |      |
| Carlota Joaquina - Princesa do Brazil                   | Carla Camurati                            | Bianca de Felippes e Carla Camurati | [ 3 ]           |      |
| O Quatrilho                                             | Fábio Barreto                             | Lucy Barreto e Luiz Carlos Barreto | [ 3 ]           |      |
| 1997                                                    |                                           | | [ 3 ]           |      |
| Como Nascem os Anjos                                    | Murilo Salles                             | Murilo Salles, Claudio Kahns e Rômulo Marinho Jr. | [ 3 ]           |      |
| Doces Poderes                                           | Lúcia Murat                               | Lúcia Murat | [ 3 ]           |      |
| Quem Matou Pixote?                                      | José Joffily                              | Paulo Halm e Alvarina Souza Silva | [ 3 ]           |      |
| 1998                                                    |                                           | | [ 3 ]           |      |
| O Que É Isso, Companheiro?                              | Bruno Barreto                             | Lucy Barreto e Luiz Carlos Barreto | [ 4 ]           |      |
| Anahy de las Misiones                                   | Sérgio Silva                              | Monica Schmiedt | [ 4 ]           |      |
| Guerra de Canudos                                       | Sérgio Rezende                            | Mariza Leão | [ 4 ]           |      |
| Pequeno Dicionário Amoroso                              | Sandra Werneck                            | Marc Beauchamps, Bruno Wainer e Sandra Werneck | [ 4 ]           |      |
| 1999                                                    |                                           | | [ 4 ]           |      |
| Central do Brasil                                       | Walter Salles                             | Arthur Cohn e Martine de Clermont-Tonnerre | [ 5 ]           |      |
| Amores                                                  | Domingos de Oliveira                      | Domingos Oliveira, Angèle Fróes e Dino Menasche | [ 5 ]           |      |
| Kenoma                                                  | Eliane Caffé                              | Alain Fresnot | [ 5 ]           |      |
| Um Céu de Estrelas                                      | Tatá Amaral                               | Tatá Amaral | [ 5 ]           |      |
| 2000                                                    |                                           | |                 |      |
| Por Trás do Pano                                        | Luiz Villaça                              | Isa Castro | [ 6 ]           |      |
| Ação Entre Amigos                                       | Beto Brant                                | Sara Silveira | [ 6 ]           |      |
| Coração Iluminado                                       | Héctor Babenco                            | Héctor Babenco e Francisco Ramalho Jr. | [ 6 ]           |      |
| Dois Córregos                                           | Carlos Reichenbach                        | Sara Silveira | [ 6 ]           |      |
| 2001                                                    |                                           | | [ 6 ]           |      |
| Cronicamente Inviável                                   | Sérgio Bianchi                            | Sérgio Bianchi, Alvarina Souza Silva e Gustavo Steinberg                                                                                                 | [ 7 ]           |      |
| O Auto da Compadecida                                   | Guel Arraes                               | Guel Arraes | [ 7 ]           |      |
| Bossa Nova                                              | Bruno Barreto                             | Lucy Barreto e Luiz Carlos Barreto | [ 7 ]           |      |
| Castelo Rá-Tim-Bum, o Filme                             | Cao Hamburger                             | Alain Fresnot, Van Fresnot e Cao Hamburger | [ 7 ]           |      |
| Eu, Tu, Eles                                            | Andrucha Waddington                       | Andrucha Waddington, Flávio R. Tambellini, Leonardo Monteiro de Barros e Pedro Buarque de Hollanda                                                       | [ 7 ]           |      |
| 2002                                                    |                                           | | [ 7 ]           |      |
| Bicho de Sete Cabeças †                                 | Laís Bodanzki                             | Luiz Bolognesi, Caio Gullane, Marco Mueller e Sara Silveira                                                                                              | [ 8 ]           |      |
| Amores Possíveis                                        | Sandra Werneck                            | Sandra Werneck | [ 8 ]           |      |
| Bufo & Spallanzani                                      | Flávio Tambellini                         | Flávio Tambellini e Andrucha Waddington | [ 8 ]           |      |
| Copacabana                                              | Carla Camurati                            | Bianca de Felippes | [ 8 ]           |      |
| Domésticas - o Filme                                    | Fernando Meirelles e Nando Olival         | Andrea Barata Ribeiro | [ 8 ]           |      |
| 2003                                                    |                                           | | [ 8 ]           |      |
| Cidade de Deus †                                        | Fernando Meirelles                        | Andrea Barata Ribeiro e Maurício Andrade Ramos | [ 9 ]           |      |
| Abril Despedaçado                                       | Walter Salles                             | Arthur Cohn | [ 9 ]           |      |
| Edifício Master                                         | Eduardo Coutinho                          | João Moreira Salles e Mauricio Andrade Ramosuiz Carlos Barreto                                                                                           | [ 9 ]           |      |
| Lavoura Arcaica                                         | Luiz Fernando Carvalho                    | Luiz Fernando Carvalho | [ 9 ]           |      |
| Madame Satã                                             | Karim Ainouz                              | Isabel Diegues, Maurício Andrade Ramos e Walter Salles                                                                                                   | [ 9 ]           |      |
| 2004                                                    |                                           | | [ 9 ]           |      |
| O Homem Que Copiava †                                   | Jorge Furtado                             | Nara Goulart e Luciana Tomasi | [ 10 ]          |      |
| Amarelo Manga                                           | Cláudio Assis                             | Cláudio Assis e Paulo Sacramento | [ 10 ]          |      |
| Durval Discos                                           | Anna Muylaert                             | Sara Silveira | [ 10 ]          |      |
| Ônibus 174                                              | José Padilha                              | José Padilha e Marcos Prado | [ 10 ]          |      |
| As Três Marias                                          | Aluizio Abranches                         | Aluizio Abranches, Eva Mariani, Cesare Petrillo e Vieri Razzini                                                                                          | [ 10 ]          |      |
| 2005                                                    |                                           | | [ 10 ]          |      |
| Redentor                                                | Cláudio Torres                            | Cláudio Torres e Leonardo Monteiro de Barros | [ 11 ]          |      |
| Cazuza - O Tempo Não Para †                             | Sandra Werneck e Walter Carvalho          | Daniel Filho | [ 11 ]          |      |
| Contra Todos                                            | Roberto Moreira                           | Fernando Meirelles, Roberto Moreira, Andrea Barata Ribeiro, Geórgia Costa Araújo e Bel Berlinck                                                          | [ 11 ]          |      |
| Nina                                                    | Heitor Dhalia                             | Fabiano Gullane, Caio Gullane e Débora Ivanov | [ 11 ]          |      |
| O Outro Lado da Rua                                     | Marcos Bernstein                          | Marcos Bernstein e Katia Machado | [ 11 ]          |      |
| 2006                                                    |                                           | | [ 11 ]          |      |
| Cidade Baixa                                            | Sérgio Machado                            | Walter Salles | [ 12 ]          |      |
| 2 Filhos de Francisco                                   | Breno Silveira                            | Emanuel Camargo, Luciano Camargo, Pedro Buarque de Hollanda, Pedro Guimarães, Luiz Noronha, Leonardo Monteiro de Barros, Rommel Marques e Breno Silveira | [ 12 ]          |      |
| Casa de Areia                                           | Andrucha Waddington                       | Andrucha Waddington, Pedro Buarque de Hollanda, Leonardo Monteiro de Barros e Pedro Guimarães                                                            | [ 12 ]          |      |
| Cinema, Aspirinas e Urubus †                            | Marcelo Gomes                             | Maria Ionescu, Sara Silveira e João Vieira Jr. | [ 12 ]          |      |
| Quase Dois Irmãos                                       | Lúcia Murat                               | Ailton Franco e Branca Murat | [ 12 ]          |      |
| 2007                                                    |                                           | | [ 12 ]          |      |
| O Céu de Suely                                          | Karim Aïnouz                              | Maurício Andrade Ramos, Walter Salles, Thomas Häberle, Petter Rommel e Hengameh Panahi                                                                   | [ 13 ]          |      |
| Anjos do Sol                                            | Rudi Lagemann                             | Luiz Leitão de Carvalho, Juarez Precioso e Rudi Lagemann                                                                                                 | [ 13 ]          |      |
| O Ano em que Meus Pais Saíram de Férias †               | Cao Hamburger                             | Caio Gullane, Fabiano Gullane, Cao Hamburger, Daniel Filho e Fernando Meirelles                                                                          | [ 13 ]          |      |
| A Máquina                                               | João Falcão                               | Diler Trindade | [ 13 ]          |      |
| Zuzu Angel                                              | Sérgio Rezende                            | Joaquim Vaz de Carvalho | [ 13 ]          |      |
| 2008                                                    |                                           | |                 |      |
| Tropa de Elite                                          | José Padilha                              | José Padilha e Marcos Prado | [ 14 ]          |      |
| Cão Sem Dono                                            | Beto Brant                                | Bianca Villar | [ 14 ]          |      |
| O Cheiro do Ralo                                        | Heitor Dhalia                             | Joana Mariani, Marcelo Doria e Rodrigo Teixeira | [ 14 ]          |      |
| Não Por Acaso                                           | Philippe Barcisnki                        | Fernando Meirelles, Andrea Barata Ribeiro e Bel Berlinck                                                                                                 | [ 14 ]          |      |
| Santiago                                                | João Moreira Salles                       | João Moreira Salles e Maurício Andrade Ramos | [ 14 ]          |      |
| 2009                                                    |                                           | | [ 14 ]          |      |
| Jogo de Cena                                            | Eduardo Coutinho                          | Bia Almeida e Raquel Freire Zangrandi | [ 15 ]          |      |
| Chega de Saudade                                        | Laís Bodanzky                             | Laís Bodanzky, Luiz Bolognesi, Caio Gullane, Fabiano Gullane e Débora Ivanov                                                                             | [ 15 ]          |      |
| Estômago †                                              | Marcos Jorge                              | Cláudia da Natividade, Fabrizio Donvito e Marco Cohen | [ 15 ]          |      |
| Feliz Natal                                             | Selton Mello                              | Vânia Catani e Selton Mello | [ 15 ]          |      |
| Linha de Passe                                          | Daniela Thomas e Walter Salles            | Mauricio Andrade Ramos, Walter Salles, Daniela Thomas e Rebecca Yeldham                                                                                  | [ 15 ]          |      |
| 2010                                                    |                                           | | [ 15 ]          |      |
| A Festa da Menina Morta                                 | Matheus Nachtergaele                      | Vânia Catani | [ 16 ]          |      |
| À Deriva                                                | Heitor Dhalia                             | Andrea Barata Ribeiro, Bel Berlinck e Fernando Meirelles                                                                                                 | [ 16 ]          |      |
| No Meu Lugar                                            | Eduardo Valente                           | Mauricio Andrade Ramos e Walter Salles | [ 16 ]          |      |
| Se Nada Mais Der Certo                                  | José Eduardo Belmonte                     | Ronaldo D’Oxum, José Eduardo Belmonte, Abdon Bucar, e Thalita Bucar                                                                                      | [ 16 ]          |      |
| Simonal: Ninguém Sabe o Duro que Dei                    | Cláudio Manoel                            | Lorena Bondarovsky, Micael Langer, Calvito Leal, Claudio Manoel e Carlos Paiva                                                                           | [ 16 ]          |      |
| 2011                                                    |                                           | | [ 16 ]          |      |
| Tropa de Elite 2: O Inimigo Agora é Outro †             | José Padilha                              | Marcos Prado e José Padilha | [ 17 ]          |      |
| Antes que o Mundo Acabe                                 | Ana Luísa Azevedo                         | Nora Goulart e Luciana Tomasi | [ 17 ]          |      |
| As Melhores Coisas do Mundo                             | Laís Bodanzky                             | Rui Pires, Debora Ivanov, Gabriel Lacerda, Caio Gullane e Fabiano Gullane                                                                                | [ 17 ]          |      |
| Os Famosos e os Duendes da Morte                        | Esmir Filho                               | Maria Ionescu e Sara Silveira | [ 17 ]          |      |
| Viajo porque Preciso, Volto porque Te Amo               | Karim Aïnouz e Marcelo Gomes              | João Vieira Jr. e Daniela Capelato | [ 17 ]          |      |
| 2012                                                    |                                           | | [ 17 ]          |      |
| O Palhaço †                                             | Selton Mello                              | Vania Catani | [ 18 ]          |      |
| Bróder                                                  | Jeferson De                               | Paulo Boccato | [ 18 ]          |      |
| Bruna Surfistinha                                       | Marcus Baldini                            | Roberto Berliner, Marcus Baldini e Rodrigo Letier | [ 18 ]          |      |
| Lixo Extraordinário                                     | João Jardim, Karen Harley e Lucy Walker   | Angus Aynsley e Hank Levine | [ 18 ]          |      |
| Transeunte                                              | Eryk Rocha                                | Walter Salles e Maurício Andrade Ramos | [ 18 ]          |      |
| 2013                                                    |                                           | | [ 18 ]          |      |
| Febre do Rato                                           | Cláudio Assis                             | Cláudio Assis e Julia Moraes | [ 19 ]          |      |
| Eu Receberia as Piores Notícias dos seus Lindos Lábios  | Beto Brant                                | Bianca Villar e Renato Ciasca | [ 19 ]          |      |
| Histórias que só Existem quando Lembradas               | Júlia Murat                               | Julia Murat, Lucia Murat, Christian Boudier, Juliette Lepoutre, Marie-Pierre Macia, Felicitas Raffo e Julia Solomonoff                                   | [ 19 ]          |      |
| Tropicália                                              | Marcelo Machado                           | Paula Cosenza e Denise Gomes | [ 19 ]          |      |
| Xingu                                                   | Cao Hamburger                             | Fernando Meirelles, Andrea Barata Ribeiro e Bel Berlinck                                                                                                 | [ 19 ]          |      |
| 2014                                                    |                                           | | [ 19 ]          |      |
| O Som ao Redor                                          | Kleber Mendonça Filho                     | Emilie Lesclaux | [ 20 ]          |      |
| Faroeste Caboclo †                                      | René Sampaio                              | Bianca De Felippes, Marcelo Ludwig Maia e René Sampaio                                                                                                   | [ 20 ]          |      |
| O Abismo Prateado                                       | Karim Aïnouz                              | Rodrigo Teixeira, Luiz Affonso Otero e Pedro Paulo Magalhães                                                                                             | [ 20 ]          |      |
| Tabu                                                    | Miguel Gomes                              | Sandro Aguilar, Luís Urbano, Caio Gullane, Fabiano Gullane, Débora Ivanov e Gabriel Lacerda                                                              | [ 20 ]          |      |
| Tatuagem                                                | Hilton Lacerda                            | João Vieira Jr., Chico Ribeiro e Ofir Figueiredo | [ 20 ]          |      |
| 2015                                                    |                                           | | [ 20 ]          |      |
| O Lobo atrás da Porta †                                 | Fernando Coimbra                          | Caio Gullane, Fabiano Gullane, Debora Ivanov, Gabriel Lacerda, Rodrigo Castellar e Pablo Torrecilla                                                      | [ 21 ]          |      |
| De Menor                                                | Caru Alves de Souza                       | Tata Amaral e Caru Alves de Souza | [ 21 ]          |      |
| Hoje Eu Quero Voltar Sozinho                            | Daniel Ribeiro                            | Daniel Ribeiro e Diana Almeida | [ 21 ]          |      |
| O Menino e o Mundo                                      | Alê Abreu                                 | Tita Tessler e Fernanda Carvalho | [ 21 ]          |      |
| Praia do Futuro                                         | Karim Aïnouz                              | Geórgia Costa Araújo | [ 21 ]          |      |
| 2016                                                    |                                           | | [ 21 ]          |      |
| Que Horas Ela Volta? †                                  | Anna Muylaert                             | Caio Gullane, Fabiano Gullane, Debora Ivanov e Anna Muylaert                                                                                             | [ 22 ]          |      |
| A História da Eternidade                                | Camilo Cavalcanti                         | Camilo Cavalcante, Stella Zemmerman e Marcello Ludwig Maia                                                                                               | [ 22 ]          |      |
| Branco Sai, Preto Fica                                  | Adirley Queirós                           | Adirley Queirós | [ 22 ]          |      |
| Casa Grande                                             | Fellipe Gamarano Barbosa                  | Iafa Britz | [ 22 ]          |      |
| Chatô, o Rei do Brasil                                  | Guilherme Fontes                          | Guilherme Fontes | [ 22 ]          |      |
| 2017                                                    |                                           | | [ 22 ]          |      |
| Aquarius †                                              | Kleber Mendonça Filho                     | Emilie Lesclaux | [ 23 ]          |      |
| Boi Neon                                                | Gabriel Mascaro                           | Rachel Ellis | [ 23 ]          |      |
| Mate-me Por Favor                                       | Anita Rocha da Silveira                   | Vania Catani | [ 23 ]          |      |
| O Silêncio do Céu                                       | Marco Dutra                               | Rodrigo Teixeira | [ 23 ]          |      |
| Para Minha Amada Morta                                  | Aly Muritiba                              | Aly Muritiba, Antonio Júnior e Marisa Merlo | [ 23 ]          |      |
| 2018                                                    |                                           | | [ 23 ]          |      |
| Como Nossos Pais                                        | Laís Bodanzky                             | Caio Gullane, Fabiano Gullane, Debora Ivanov, Laís Bodanzky e Luiz Bolognesi                                                                             | [ 24 ]          |      |
| As Duas Irenes                                          | Fabio Meira                               | Diana Almeida | [ 24 ]          |      |
| Bingo: O Rei das Manhãs †                               | Daniel Rezende                            | Caio Gullane, Fabiano Gullane e Debora Ivanov | [ 24 ]          |      |
| Corpo Elétrico                                          | Marcelo Caetano                           | Marcelo Caetano e Roberto Tibiriçá | [ 24 ]          |      |
| No Intenso Agora                                        | João Moreira Salles                       | Maria Carlota Bruno | [ 24 ]          |      |
| 2019                                                    |                                           | | [ 24 ]          |      |
| Arábia                                                  | Affonso Uchoa e João Dumans               | Thiago Macêdo Correia e Vitor Graize | [ 25 ]          |      |
| O Animal Cordial                                        | Gabriela Amaral Almeida                   | Rodrigo Teixeira | [ 25 ]          |      |
| O Beijo no Asfalto                                      | Murilo Benício                            | Marcello Ludwig Maia e Murilo Benício | [ 25 ]          |      |
| Benzinho †                                              | Gustavo Pizzi                             | Tatiana Leite e Gustavo Pizzi | [ 25 ]          |      |
| As Boas Maneiras                                        | Marco Dutra e Juliana Rojas               | Clément Duboin, Frédéric Corvez e Sara Silveira | [ 25 ]          |      |
| 2020                                                    |                                           | | [ 25 ]          |      |
| Bacurau †                                               | Kleber Mendonça Filho e Juliano Dornelles | Emilie Lesclaux, Michel Merkt e Saïd Ben Saïd | [ 26 ]          |      |
| A Vida Invisível                                        | Karim Aïnouz                              | Rodrigo Teixeira e Viola Fügen | [ 26 ]          |      |
| Inferninho                                              | Guto Parente e Pedro Diógenes             | Caroline Louise, Guto Parente e Rogério Mesquita | [ 26 ]          |      |
| No Coração do Mundo                                     | Gabriel Martins e Maurílio Martins        | André Novais Oliveira, Gabriel Martins, Maurílio Martins e Thiago Macêdo Correia                                                                         | [ 26 ]          |      |
| Temporada                                               | André Novais Oliveira                     | André Novais Oliveira, Gabriel Martins, Maurílio Martins e Thiago Macêdo Correia                                                                         | [ 26 ]          |      |
| 2021                                                    |                                           | |                 |      |
| Sertânia                                                | Geraldo Sarno                             | Barbara Cariry | [ 27 ]          |      |
| A Febre †                                               | Maya Da-Rin                               | Maya Da-Rin | [ 27 ]          |      |
| Aos Olhos de Ernesto                                    | Ana Luíza Azevedo                         | Nara Goulart | [ 27 ]          |      |
| Babenco – Alguém Tem que Ouvir o Coração e Dizer: Parou | Bárbara Paz                               | Bárbara Paz e Myra Babenco | [ 27 ]          |      |
| Pacarrete                                               | Allan Deberton                            | Allan Deberton, Ariadne Mazzetti e César Teixeira | [ 27 ]          |      |